# Tübingeni iskola
A tübingeni iskola (németː Tübinger Schule) egy protestáns és római katolikus teológusokból álló tudományos mozgalom neve, amely a 19. században indult. Az iskola a Biblia radikális kritikájának (→ történetkritikai módszer) a gyökere.

## Történet
Az iskola (Jüngere Tübinger Schule) 1826 körül alakult ki a Tübingeni Egyetemen Ferdinand Christian Baur protestáns teológus körében, aki 1826 és 1860 között az egyháztörténet és dogmatörténet professzora, 1841 és 1842 között pedig az egyetem rektora volt. Baur és tanítványai a 19. században lefektették a bibliakutatás történetkritikai módszerének alapjait.
A mozgalom első gondolata látszólag Baur Symbolik und Mythologie der Naturreligion des Altertums (Az ókor természetes vallásának szimbolizmusa és mitológiája) (1824–25) című művéből származik, amelyet a schleiermacheri gondolkodásmódból származó nézőpontból írt. Alapelveit a hegeli dialektika ihlette. Az iskola törekvéseinek lényege a hegeli eszmék szigorú alkalmazása volt a kereszténység, különösen az ősegyház fejlődésében. A tézis és az antitézis, ahogyan azt Baur és kollégái elképzelték, a péteri és páli kereszténység volt, amelyeket egymással ellentétes irányzatokként mutattak be. A péteri mozgalom e nézet szerint a hit általi megigazulás és a mózesi törvény cselekedetei tanát vallották; míg a páli mozgalom az egyedül hit általi megigazuláshoz ragaszkodott. Az iskola szerint hasonló szembenállás létezett az egyházpolitika terén is, mivel Péter tanítványai a judaizmus „hierarchikus” struktúrája alapján akarták létrehozni az egyházkormányzást, a főpappal a csúcson; míg Pál követői egy zsinati vagy presbiteriánus típusú egyházhoz ragaszkodtak.
Az iskola képviselői egyben hozzáfogtak ahhoz, hogy a történettudomány módszereivel felderítsék a Biblia szövegeiben mutatkozó ellentmondásokat.
Két jelentős képviselője a 19. században Bruno Bauer, a Bonni Egyetem teológiai professzora és Strauss teológiai docens. Bauer munkái a kereszténységnek nem a zsidó, hanem a görög-római forrásait hangsúlyozzák. Véleménye szerint a kereszténység nem egyéb, mint a görög-római filozófiai áramlatoknak — a sztoicizmusnak és a hellenizált judaizmusnak — sajátos szintézise.
További fő képviselőkː Albert Schwegler, Adolf Hilgenfeld és Eduard Zeller.

## A három tübingeni iskola
Egyes történészek három tübingeni iskolát különböztetnek meg:
- A régebbi tübingeni iskola (Ältere Tübinger Schule), egy egzegézis iskola,[4] amelyet az 1770-es években [4] G. C. Storr (1746-1805) alapított. [5] Lényegében Kant természetfeletti nézeteit képviselte, amely szerint az isteni kinyilatkoztatás az emberi ész felett áll. Képviselői a Biblia természetfeletti jellegét tekintették kutatásaik módszertani alapjának.[4]

- A katolikus tübingeni iskola, a Tübingeni Egyetem Katolikus Teológiai Karához kapcsolódó iskola, amelyet 1819 körül alapított J. S. Drey, majd Möhler és Hirscher fejlesztett tovább.[6]

- Az újabb tübingeni iskola (Jüngere Tübinger Schule), amelyet 1826 körül alapított F. C. Baur (1792–1860).[7] A régebbi iskolával ellentétben egy dogmatikus előfeltevésektől mentes történeti-kritikai teológiát hirdet. Ehhez az iskolához tartoztak még: A. Hilgenfeld (1823–1907), K. Weizsäcker (1822–1899), A. Ritschl (később a Tübingeni Teológiai Iskola ellenfele) és mások. Általában ezt az iskolát Tübingeni Teológiai Iskolának nevezik.